# Capnia pygmaea
Capnia pygmaea är en bäcksländeart som först beskrevs av Zetterstedt 1840.  Capnia pygmaea ingår i släktet Capnia och familjen småbäcksländor. Arten är reproducerande i Sverige. Inga underarter finns listade i Catalogue of Life.